# North Canaan
North Canaan è un comune di 3.392 abitanti degli Stati Uniti d'America, situato nella Contea di Litchfield nello Stato del Connecticut.